# 紫垣一雄
紫垣 一雄（しがき いちお、1865年7月31日（慶応元年6月9日） - 1942年（昭和17年）5月13日）は、日本の政治家、衆議院議員（2期）。

## 経歴
熊本県出身。農業を営み、熊本県会議員、同参事会員となる。
1906年11月、熊本県郡部の佐々友房の死去による衆議院議員補欠選挙において大同倶楽部公認で立候補して当選した。つづく1908年の第10回衆議院議員総選挙において再選。衆議院議員を2期務め、1912年の第11回衆議院議員総選挙には出馬しなかった。1942年死去。